# 斑胸文鸟
斑胸文鸟（学名：Heteromunia pectoralis），是梅花雀科斑胸文鸟属的一种，是游猎迁徙的候鸟，为澳大利亚的特有种。该物种的保护状况被评为无危。
斑胸文鸟的平均体重约为15.2克。栖息地包括亚热带或热带的旱林、干燥的稀树草原、耕地和亚热带或热带的（低地）干草原。